# Constituição do Irã
A Constituição da República Islâmica do Irã (em persa: قانون اساسی جمهوری اسلامی ایران, Qanun-e Asasi-ye Jomhuri-ye Eslâmi-ye Iran) é a lei suprema do Irã. Foi adotada por referendo em 2 e 3 de dezembro de 1979, e entrou em vigor substituindo a Constituição de 1906. Foi alterada uma vez, em 28 de julho de 1989. A constituição era originalmente composta de 175 artigos em 12 capítulos, mas alterada em 1989 para 177 artigos em 14 capítulos.
Foi chamada de um regime híbrido de elementos teocráticos e democráticos. Os Artigos Um e Dois conferem soberania a Deus, e o Artigo Seis "determina eleições populares para a presidência e o Majlis, ou parlamento". Os principais procedimentos e direitos democráticos são subordinados ao Conselho dos Guardiães e ao Líder Supremo, cujos poderes são descritos no Capítulo Oito (Artigos 107–112).

## História
Ao longo do ano de 1978, o Irã foi sujeito a ciclos de agravamento de "provocação, repressão e polarização" em agitação política. Tornou-se cada vez mais claro que o regime Pahlavi provavelmente cairia e que o líder da revolução que derrubaria seu regime era o aiatolá Ruhollah Khomeini. O trabalho começou em uma constituição para o novo estado islâmico que seguiria a revolução. Um rascunho preliminar foi (de acordo com Asghar Schirazi) iniciado em Paris por Hassan Habibi enquanto Khomeini ainda estava exilado lá. Foi estruturado como a constituição de 1958 da Quinta República Francesa com separação de poderes entre os poderes executivo, judiciário e parlamentar. Um esboço foi apresentado a Khomeini em janeiro de 1979 e ele o trouxe consigo quando retornou ao Irã. Depois de ser retrabalhado por duas comissões diferentes, foi publicado em 14 de junho de 1979 pelo governo provisório de Mehdi Bazargan como o rascunho preliminar oficial da constituição.
O rascunho preliminar diferia da versão final da constituição de várias maneiras. Não fazia referência ao velayat-e faqih e não "reservava nenhum cargo especial para juristas islâmicos", exceto no conselho guardião, onde eles constituíam uma minoria e deveriam ser aprovados pelo parlamento a partir de uma lista elaborada pelas "mais altas autoridades religiosas".
Apesar disso, Khomeini fez "apenas duas pequenas mudanças (em parte para proibir mulheres da presidência e dos cargos de juiz)", no rascunho, e declarou publicamente sua aprovação do rascunho "em mais de uma ocasião", declarando em um ponto que "deve ser aprovado rapidamente". O Conselho da Revolução Islâmica aprovou-o por unanimidade após exame e "declarou-o como o rascunho preliminar oficial do Conselho Revolucionário".
O que aconteceu depois é contestado. O plano original dos revolucionários era ter uma Assembleia Constituinte de centenas de pessoas escrevendo a nova constituição, mas com esse amplo apoio ao rascunho preliminar, agora parecia haver um consenso em favor de uma conclusão muito mais simplificada. Uma "Assembleia de Peritos" de apenas algumas dezenas de membros revisaria o texto e "o apresentaria para ratificação final em um referendo nacional".
Mas Baqer Moin escreve sobre contradições em declarações de Khomeini e questões sobre a eleição dos Peritos. Ao mesmo tempo em que o Aiatolá declarava publicamente que o rascunho estava "correto", ele "já havia começado a denunciar os apoiadores de uma 'República Islâmica Democrática', cujas ideias estavam consagradas no rascunho", e que incluíam o homem que ele havia nomeado presidente, Bazargan, como "inimigos do islamismo". Também desanimando Bazargan e seus colegas, estava a decisão dos membros clericais do Conselho Revolucionário, sem consultá-los, de ter a constituição finalizada por um corpo muito menor — uma "Assembleia de Peritos" com 70 membros, o que os alarmou porque com constituintes muito maiores e menos candidatos "seria mais fácil fraudar as eleições". Se a rede de Khomeini conseguisse fazer isso, "a probabilidade de vozes dissidentes na Assembleia poderia ser reduzida a quase nada".
Durante uma cúpula conjunta entre os membros do governo provisório e do Conselho Superior da Revolução, com a presença de Khomeini em Qom, foi decidido que uma Assembleia para a Revisão Final da Constituição seria estabelecida para uma avaliação final da constituição do Irã.

### Assembleia de Peritos
Os membros da assembleia foram eleitos no verão de 1979. Dos "72 delegados cuja eleição foi oficialmente reconhecida, 55 eram clérigos", quase todos seguindo "a linha do Imam", ou seja, leais a Khomeini. (Outros delegados eram de diferentes minorias religiosas, cientistas, atletas.)
Schirazi escreve que Khomeini então anunciou que a tarefa de "determinar se" a constituição estava ou não "em conformidade com os requisitos islâmicos" era "exclusivamente reservada para juristas reverenciados", para a surpresa daqueles fora de sua rede. Também em desacordo com declarações anteriores estava que, em vez de aprovar rapidamente o rascunho, a Assembleia para a Revisão Final da Constituição (dominada por apoiadores de Khomeini) o reescreveu, adicionando um líder Jurista Guardião (wali-e faqih) com poderes sobre outros ramos do governo e aumentando significativamente o poder do Conselho dos Guardiães. (Os cargos de Presidente e Primeiro-Ministro foram mantidos para o poder executivo do governo, em relação ao modelo francês.)
Uma versão diferente dos eventos vem de Shaul Bakhash, que escreve que Khomeini e seus apoiadores aceitaram o rascunho preliminar, mas foram provocados por uma "oposição determinada a estabelecer um estado secular". Um grupo secularista que se autodenominava "Seminário sobre as Expectativas do Povo em relação à Constituição" pediu mudanças no rascunho: "um presidente cerimonial, supremacia do parlamento, judiciário independente, direitos individuais e direitos iguais para as mulheres, propuseram tornar a declaração universal dos Direitos Humanos parte da constituição, mais descentralização e 'democratização' do exército". Isso levou "Khomeini a incitar os grupos islâmicos a contra-atacar", dizendo a seus apoiadores que a determinação de se os artigos da constituição atendem aos critérios islâmicos "está dentro da jurisdição exclusiva dos principais juristas islâmicos", e que os não juristas não deveriam se envolver. "Rapidamente ficou claro para Khomeini e seus tenentes que existia um apoio considerável e nenhuma oposição em massa à doutrina e que a constituição poderia servir para institucionalizar tanto a supremacia do faqih quanto o governo clerical." A ideia de que Khomeini "deveria ser investido de autoridade suprema sob a constituição" foi levantada por clérigos provinciais na Assembleia e foi rapidamente adotada pela Assembleia.
A assembleia trabalhou por sessenta e sete sessões e em quatro rodadas. A primeira rodada foi considerada com uma avaliação preliminar de princípios. A segunda rodada considerou fornecer princípios em grupos. A terceira rodada lidou com a aprovação de princípios e a quarta rodada com a investigação de toda a coleção de princípios. 
De acordo com um projeto de lei do conselho da revolução, o rascunho foi submetido a votação por meio de um referendo, com os eleitores tendo a opção de votar sim ou não. Em 2–3 de dezembro de 1979, os iranianos votaram, e o resultado oficial foi de mais de 99% a favor. (A votação foi boicotada por alguns grupos seculares, esquerdistas e curdos; e o total de 15.578.956 votos foi quase 5 milhões a menos que o referendo anterior para uma República Islâmica.)

### Emendas de 1989
Em 24 de abril de 1989, o aiatolá Khomeini emitiu um decreto convocando uma Assembleia para revisar a Constituição. Ele fez várias mudanças na constituição, nos artigos 5, 107, 109, 111, eliminando a necessidade de o Líder Supremo ser um Marja' escolhido por aclamação popular. Tornou permanente o Conselho de Discernimento de Conveniência para resolver desacordos entre o Parlamento e o Conselho dos Guardiões, e eliminou o cargo de Primeiro-Ministro. Acredita-se que a emenda sobre as qualificações para o Líder Supremo tenha sido introduzida e aprovada porque nenhum marja' havia dado forte apoio às políticas de Khomeini. As emendas foram aprovadas pelo público votante em 28 de julho de 1989 (na mesma eleição em que Akbar Hashemi Rafsanjani foi eleito para o primeiro de dois mandatos como Presidente do Irã).

## Princípios islâmicos

### Velayat-e Faqih
Embora os valores liberais e esquerdistas estejam presentes na constituição, os mais importantes são "os valores, princípios e instituições de uma sociedade islâmica ideal", O conceito de Velayat-e Faqih do aiatolá Khomeini, ou seja, tutela ou governo do jurista islâmico, está consagrado em vários lugares da constituição. Um exemplo é a seção "Método de governança no islamismo" no preâmbulo, onde é declarado

ao criar as infraestruturas e instituições políticas que constituem a base da sociedade com base numa perspectiva ideológica, os justos assumem a responsabilidade de governar e administrar o país com o versículo do Alcorão (em verdade, os meus servos justos herdarão a terra Q.21:105)
Caso o termo “justo” seja ambíguo, uma seção posterior do Preâmbulo (Tutela do Jurista) declara

Com base na Tutela e Liderança contínuas (Imamato), a Constituição prevê liderança sob todas as condições, (por uma pessoa) reconhecida pelo povo como credora, para que haja segurança contra desvios por parte de várias organizações ("O curso dos negócios está nas mãos daqueles que conhecem a Deus e que são confiáveis em questões relacionadas ao que ele permite e proíbe")
O artigo 109 estipula que o líder deve possuir a "bolsa de estudos, conforme exigido para desempenhar as funções de mufti em diferentes campos de fiqh", ou seja, apenas um clérigo de alto nível da lei islâmica pode ser o líder. O artigo 113 afirma que o líder é o mais alto funcionário público na República Islâmica do Irã. O chefe do judiciário, que tem poder considerável (estabelecer a estrutura organizacional do judiciário, redigir projetos de lei do judiciário para o parlamento, contratar, demitir e transferir juízes) deve ser um clérigo legal islâmico (mujtahid); assim como o presidente da Suprema Corte, o procurador-geral (artigo 162) e seis dos doze membros do Conselho Guardião que são nomeados pelo líder (artigo 91) e têm o poder de vetar a legislação do parlamento que eles acreditam não estar em conformidade com a sharia (artigo 96).

### Sharia
Hassan Vakilian cita o Artigo 4:

leis e regulamentos civis, penais, financeiros, econômicos, administrativos, culturais, militares, políticos e outros devem ser baseados em critérios islâmicos. Este princípio se aplica absoluta e geralmente a todos os artigos da Constituição, bem como a todas as outras leis e regulamentos…
como evidência, "as leis e os princípios da Sharia" ("critérios islâmicos" no artigo acima) "devem ser considerados como uma fonte principal da ordem legal" na constituição. A Sharia é mencionada inúmeras vezes na constituição, mas frequentemente por outros termos (como acima):
- No Preâmbulo: “Princípios islâmicos”, “Regras islâmicas”, “Padrões islâmicos”, “Programa islâmico”, “Regras dos códigos islâmicos”, “Ordenanças e regulamentos islâmicos”;
- Nos artigos 110, 147, 151, 167, 171, 175 e 177 "Critérios islâmicos".
- Outros termos usados são "lei islâmica" (Artigo 45), "ordenanças islâmicas" (Artigo 91), "regulamentos islâmicos" (Artigo 107), "normas e princípios da justiça islâmica" (Artigo 14), "princípios e mandamentos da religião oficial" (Artigo 85), "princípios da Sharia" (Artigo 112), "critérios de Fiqh" (Artigo 163), "fontes islâmicas e fatwa autêntica" (Artigo 167).[13]

## Preâmbulo
O preâmbulo ou introdução da constituição aborda (sua versão de) eventos que levaram à revolução e às principais características do novo regime islâmico:
Como o "movimento antidespótico para o governo constitucional [1906–1911] e o movimento anticolonialista para a nacionalização do petróleo" na década de 1950 falharam "devido ao afastamento de posições islâmicas genuínas"; uma questão retificada pela "linha autenticamente islâmica e ideológica" sob a liderança perseguida sob a liderança do Grande Aiatolá Khomeini.
Como o movimento surgiu em junho de 1963 com "o protesto devastador do Imam Khomeini contra a conspiração americana conhecida como 'Revolução Branca'".

O plano de governo islâmico estabelecido pelo Imam Khomeini conhecido como "governança do faqih".

A fúria do povo iraniano em um artigo de jornal de 7 de janeiro de 1978 insultando o Imam Khomeini.

A "rega" da "muda" da revolução "pelo sangue de 60.000 mártires".

Como 98,2% dos eleitores aprovaram que o Irã se tornasse uma República Islâmica.

Nossa nação "pretende estabelecer a sociedade ideal e modelo" com o objetivo final de "movimento em direção a Deus".

A governança pelo "faqih justo" impedirá o desvio do governo dos deveres islâmicos essenciais.

A economia no Islã será "um meio, não um fim", fornecendo trabalho, "oportunidades adequadas", "necessidades essenciais".

A família é "a unidade fundamental da sociedade" dentro da qual as mulheres recuperarão sua "preciosa função de maternidade".

O Exército e a Guarda Revolucionária Islâmica são responsáveis não apenas por proteger o país, mas por "cumprir a missão ideológica da jihad no caminho de Deus".

O sistema judicial será baseado na justiça islâmica. O poder executivo implementará "as leis e ordenanças do Islã".

"Os meios de comunicação de massa" difundirão a cultura islâmica e se absterão de "qualidades" anti-islâmicas.

O "eixo central" da teocracia será o Alcorão e o hadith, e conforme definido pela Assembleia de Peritos para a Constituição, que espera que "este século testemunhe o estabelecimento de um governo sagrado universal e a queda de todos os outros." (Ver também: Mahdi e Mohammed al-Mahdi)

## Capítulo I [Artigo 1 a 14]: Princípios gerais
Alguns dos artigos mais importantes da constituição são descritos abaixo:

### Artigo 1 (Forma de governo)
A forma de governo no Irã é a de uma República Islâmica após a revolução islâmica liderada pelo Grande Aiatolá Khomeini, afirmada pelo referendo de Farvardin 9 e 10.

### Artigo 2 (Fundação)
A República Islâmica é um sistema baseado na crença em:
1. Um Deus (conforme declarado na frase "Não há deus exceto Alá"), que tem soberania exclusiva e direito de legislar, e cujos comandos devem ser submetidos;
2. o papel fundamental da revelação divina na definição das leis;
3. o retorno a Alá após a morte e ressurreição, e o papel construtivo que essa crença tem no curso da ascensão do homem em direção a Alá;
4. a justiça de Alá na criação e legislação;
5. liderança contínua e orientação perpétua, e seu papel fundamental em garantir o processo ininterrupto da revolução do Islã;
6. a dignidade e o valor exaltados do homem, e sua liberdade juntamente com a responsabilidade diante de Deus; em que a equidade, a justiça, a independência política, econômica, social e cultural e a solidariedade nacional são garantidas pelo recurso a:

1. Ijtihad contínuo de juristas islâmicos que possuem as qualificações necessárias, exercido com base no Alcorão e na Sunnah do profeta Muhammad;
2. ciências e artes e os resultados mais avançados da experiência humana, juntamente com o esforço para avançá-los ainda mais;
3. negação de todas as formas de opressão, tanto a imposição quanto a submissão a ela, e de dominância, tanto sua imposição quanto sua aceitação.

### Artigo 3 (Objetivos do Estado)
O dever da República Islâmica é direcionar todos os seus recursos para uma série de objetivos.
1. Apoio à fé e à piedade e luta contra o vício e a corrupção
2. Aumento da conscientização pública por meio do uso adequado da mídia de massa e da imprensa
3. Educação gratuita
4. Treinamento físico gratuito
5. Fortalecimento da pesquisa científica avançada
6. A eliminação do imperialismo e da influência estrangeira
7. A eliminação do despotismo, autocracia e monopólio
8. Garantir as liberdades sociais e políticas dentro da lei
9. O fim de todas as formas de discriminação indesejável
10. A eliminação de organizações governamentais desnecessárias
11. Treinamento militar universal

Essas metas foram projetadas para enfatizar a liberdade positiva.  Algumas das metas são colocadas no contexto dos requisitos do Islã. Por exemplo:
1. O planejamento de um sistema econômico correto e justo
2. A expansão da fraternidade islâmica entre todos os povos
3. A criação da política externa do governo

### Artigo 4 (Princípio Islâmico)
Todas as leis e regulamentações "absolutamente e geralmente" devem ser baseadas em critérios islâmicos. A aplicação disso será feita pelos juristas islâmicos (fuqaha') e pelo Conselho dos Guardiães.

#### Constituição comparada ao islamismo tradicional
Olivier Roy aponta que tradicionalmente a sharia era a "única fundação para a norma judicial", não constituições que eram seculares. O próprio Khomeini afirmou especificamente a preeminência do estado islâmico sobre a sharia em janeiro de 1989, quando publicamente repreendeu o futuro Líder Supremo Ali Khamanei, pronunciando o oposto.

Em questões-chave, a lei iraniana continua bastante não islâmica. A constituição garante direitos iguais entre homens e mulheres (artigo 20). A lei discricionária de repúdio não foi reconhecida para os homens. Não há discriminação legal com base no status pessoal contra cristãos, judeus, zoroastrianos, todos os quais prestam serviço militar, não pagam impostos especiais e têm cidadania plena; no entanto, eles são proibidos de assumir cargos de liderança e votar em faculdades separadas. Da mesma forma, um estrangeiro muçulmano tem o mesmo status que um estrangeiro cristão. Em suma, a cidadania iraniana não é uma noção islâmica. Finalmente, o Irã manteve o calendário solar e celebra o ano novo em 21 de março.

### Artigo 5 (Cargo do líder religioso)
Durante a ocultação do Décimo Segundo Imam, a Ummah (comunidade islâmica) deve ser liderada por um faqih (jurista islâmico) justo e piedoso, corajoso e engenhoso, conhecedor dos assuntos do dia, de acordo com o Artigo 107.

### Artigo 12 (Religião oficial)
"A religião oficial do Irã é o islamismo" — especificamente do xiismo duodecimano em Usul al-Dîn e da escola Ja'farî em fiqh, — "e este princípio permanecerá eternamente imutável."

### Artigo 13 (Minorias religiosas reconhecidas)
"Zoroastrianos, judeus e iranianos cristãos são as únicas minorias religiosas reconhecidas", que, dentro dos limites da lei, são livres para realizar seus ritos e cerimônias religiosas, e para agir de acordo com seu próprio cânone em questões de assuntos pessoais e educação religiosa.

### Artigo 14 (Não muçulmanos)
"O governo ... e todos os muçulmanos têm o dever de tratar os não muçulmanos" com "justiça e equidade islâmicas", desde que esses não muçulmanos "se abstenham de se envolver em conspiração ou atividade contra o islamismo e a República Islâmica do Irã".

## Capítulo II [Artigo 15 a 18]: Língua, escrita, calendário e bandeira

### Artigo 15 (Língua oficial)
A "língua oficial e escrita (do Irã)... é o persa. Além disso, "línguas regionais e tribais" são permitidas "na imprensa e na mídia de massa, bem como no ensino de sua literatura nas escolas"

### Artigo 16 (Educação árabe)
"Como a língua do Alcorão e dos textos islâmicos ... é o árabe", o árabe "deve ser ensinado ... na escola desde o ensino fundamental até o final do ensino médio."

### Artigo 17 (Calendário oficial)
O calendário oficial do Irã é o calendário solar Hijri, que combina um ano zero do calendário islâmico Hijri e a organização dos meses de acordo com o calendário solar iraniano. "O feriado semanal oficial é sexta-feira. Os calendários islâmicos solar e lunar são reconhecidos".

### Artigo 18 (Bandeira oficial)
A bandeira oficial do Irã é composta pelas cores verde, branca e vermelha com o emblema especial da República Islâmica, junto com o lema (Allahu Akbar).

## Capítulo III [Artigo 19 a 42]: Direitos

### Artigo 20 (Direitos das mulheres)
As mulheres desfrutarão de direitos legais, "humanos, políticos, econômicos, sociais e culturais" iguais, quando "em conformidade com os critérios islâmicos".

### Artigo 22 (Direitos individuais)
"A dignidade, a vida, a propriedade, os direitos", etc. "do indivíduo são invioláveis", "exceto em casos sancionados por lei".

### Artigo 23 (Crenças individuais)
A constituição iraniana sustenta que "a investigação das crenças dos indivíduos é proibida, e ninguém pode ser molestado ou responsabilizado simplesmente por ter uma determinada crença".

### Artigo 24 (Publicações e imprensa)
"Publicações e imprensa são livres para discutir questões" a menos que seja "considerado prejudicial aos princípios do Islã ou aos direitos do público."

### Artigo 27 (Liberdade de reunião)
A reunião é permitida, "desde que não sejam portadas armas" e as reuniões "não sejam prejudiciais aos princípios fundamentais do Islã".

### Artigo 37 (Presunção de inocência)
"A inocência deve ser presumida, ... a menos que sua culpa tenha sido estabelecida por um tribunal competente."

### Artigo 29 (Benefícios de bem-estar)
É um "direito universal" de todos desfrutar de seguro social ou outras formas de segurança para "aposentadoria, desemprego, invalidez por velhice", falta de tutela, ser um viajante, acidente e necessidade de serviços de saúde e tratamento e assistência médica. O governo, de acordo com as leis e recorrendo às receitas nacionais, é obrigado a fornecer tal seguro e proteção econômica a todo e qualquer cidadão do país.

### Artigo 38 (A tortura é proibida)
"Todas as formas de tortura com o propósito de extrair confissão ou obter informações são proibidas. A compulsão de indivíduos a testemunhar, confessar ou prestar juramento não é permitida; e qualquer testemunho, confissão ou juramento obtido sob coação é desprovido de valor e credibilidade. A violação deste artigo é passível de punição de acordo com a lei."

#### Comentário: Tortura na República Islâmica
Confissões gravadas em vídeo e "retratações ideológicas" por oponentes do regime são muito comuns na televisão iraniana. O governo nega usar tortura (shekanjeh) para obter essas declarações, mas a Human Rights Watch chama a tortura e outros maus-tratos de "generalizados e sistemáticos" no Irã. O historiador Ervand Abrahamian descreve uma maneira que o governo encontrou para contornar a proibição explícita de tortura e confissões forçadas na Constituição, usando Ta'zir ou "Punição Discricionária" de até 74 chicotadas por mentir para as autoridades.

Os prisioneiros são questionados. Se suas respostas não forem satisfatórias, eles podem ser legalmente chicoteados por "mentir". Em teoria, essa punição deve vir depois que um tribunal de justiça apropriado os tiver considerado culpados de perjúrio. Mas a linha entre interrogatório e julgamento é nebulosa, pois os mesmos clérigos usam três turbantes diferentes – promotor, juiz e interrogador.
"O novo regime disse frequentemente às delegações da ONU que o ta'zir não deveria ser equiparado à tortura porque é sancionado pela sharia e administrado por magistrados qualificados."

## Capítulo IV [Artigo 43 a 55]: Assuntos financeiros

### Artigo 44
"A economia do Irã deve consistir em três setores: estatal, cooperativo e privado; e deve ser baseada em planejamento sistemático e sólido." "Todas as indústrias de grande escala e matrizes, comércio exterior, grandes minerais, bancos, seguros, geração de energia, represas e redes de irrigação de grande escala, rádio e televisão, serviços de correio, telégrafo e telefone, aviação, transporte, estradas, ferrovias e similares" devem ser inteiramente de propriedade do governo. Este artigo foi alterado em 2004 para permitir a privatização.

### Artigo 49 (Riqueza ilícita)
"O governo tem a responsabilidade de confiscar toda a riqueza acumulada por meio de usura, usurpação, suborno, peculato, roubo, jogo, uso indevido de doações, uso indevido de contratos e transações governamentais, venda de terras não cultivadas e outros recursos sujeitos à propriedade pública, operação de centros de corrupção e outros meios e fontes ilícitas, e devolvê-la ao seu legítimo proprietário; e se nenhum proprietário puder ser identificado, ela deve ser confiada ao tesouro público. Esta regra deve ser executada pelo governo com o devido cuidado, após investigação e fornecimento de evidências necessárias de acordo com a lei do Islã."

### Artigo 50 (Meio Ambiente)
Proteger o meio ambiente é "um dever público" e a atividade econômica que degrade ou cause danos irreversíveis ao meio ambiente é proibida.

## Capítulo V [Artigo 56 a 61]: Direito de soberania nacional
Os poderes executivo, judiciário e legislativo são poderes separados e supervisionados pela liderança (Artigo 57); De acordo com o Artigo 60, o presidente cumpre funções "executivas" "exceto nos assuntos que são diretamente colocados sob a jurisdição do [Líder]", conforme enumerado no Artigo 110. A suspensão das eleições é permitida durante o tempo de guerra (Artigo 68).

## Capítulo VI [Artigo 62 a 99]: Poderes legislativos
Os representantes do povo para serem membros da Assembleia Consultiva Islâmica serão eleitos diretamente e por voto secreto (Artigo 62),
O mandato de membro da Assembleia Consultiva Islâmica é de quatro anos (Artigo 63),
Haverá 270 membros, para religiões minoritárias, zoroastrianos e judeus elegerão um representante cada; cristãos assírios e caldeus elegerão conjuntamente um representante; e cristãos armênios no norte e aqueles no sul do país elegerão um representante cada (Artigo 64),
As deliberações da Assembleia Consultiva Islâmica devem ser abertas, e as atas completas delas disponibilizadas ao público (Artigo 69),
A Assembleia Consultiva Islâmica não pode promulgar leis contrárias ao usul e ahkam da religião oficial do país ou à Constituição. É dever do Conselho Tutelar determinar se ocorreu uma violação, de acordo com o Artigo 96 (Artigo 72).

### Artigo 81 (Negócios estrangeiros)
As corporações multinacionais são proibidas de assumir certos negócios no Irã: "concessões a estrangeiros ou a formação de empresas" no Irã são proibidas.

### Artigo 91 (Conselho Guardião)
Um "Conselho Guardião" deve "examinar a compatibilidade das legislações aprovadas pela Assembleia Consultiva Islâmica com o Islã". O conselho deve ser composto por:
1. seis 'adil fuqaha' (apenas juristas islâmicos), "conscientes das necessidades atuais e das questões do dia, a serem selecionados pelo Líder", e
2. seis juristas, "especializados em diferentes áreas do direito, a serem eleitos pela Assembleia Consultiva Islâmica dentre os juristas muçulmanos nomeados pelo Chefe do Poder Judiciário".

### Artigo 99
O Conselho Guardião tem a responsabilidade de supervisionar as eleições da Assembleia de Peritos para Liderança, do Presidente da República, da Assembleia Consultiva Islâmica e do recurso direto à opinião popular e referendos.

## Capítulo VII [Artigo 100 a 106]: Conselhos locais

### Artigo 100
"Cada vila, divisão, cidade, município e província será supervisionada por um conselho" para "acelerar programas sociais, econômicos, de desenvolvimento, de saúde pública, culturais e educacionais" etc. "de acordo com as necessidades locais". Os membros desses conselhos "serão eleitos pelo povo da localidade".

### Artigo 101
Para evitar discriminação e garantir a cooperação, e providenciar a supervisão, um Conselho Supremo das Províncias será formado, composto por representantes dos Conselhos Provinciais.

### Artigo 102
O Conselho Supremo das Províncias pode redigir projetos de lei e submetê-los à Assembleia Consultiva Islâmica,

### Artigo 103
Governadores provinciais, governadores de cidades, governadores divisionais e outros funcionários nomeados pelo governo devem cumprir todas as decisões tomadas pelos conselhos dentro de sua jurisdição.

### Artigo 104
Para garantir a equidade e cooperação islâmicas, conselhos compostos por representantes dos trabalhadores, camponeses, outros empregados e gerentes serão formados em unidades educacionais, administrativas, industriais e outras, compostas por representantes dos membros dessas unidades.

### Artigo 105
As decisões tomadas pelos conselhos não devem ser contrárias aos critérios do islamismo e às leis do país.

### Artigo 106
Os conselhos não podem ser dissolvidos, a menos que se desviem de suas atribuições legais.

## Capítulo VIII [Artigo 107 a 112]: Líder e conselho de liderança

### Artigo 107 (Fuqaha)
Após a morte do Grande Aiatolá Khomeini, os Peritos escolherão um novo líder dentre os fuqaha que possuam qualidades especificadas nos artigos 5 e 105. Também afirma que o líder é legalmente igual à população.

#### Histórico e comentários
Antes das emendas de 1989 à constituição, o Artigo 107 exigia que o líder fosse alguém que fosse "aceito como marja' e Líder por uma maioria decisiva do povo", e se tal pessoa não pudesse ser encontrada, nomear um "conselho de liderança" composto por marja'. Em seu livro Governo Islâmico: Tutela do Jurista, Khomeini argumentou que "apenas os juristas religiosos mais experientes — não qualquer clérigo — tinham a experiência escolar e o treinamento educacional para compreender completamente as complexidades da jurisprudência islâmica". De acordo com o historiador Ervand Abrahamian, a constituição original também declarou que "as cláusulas de liderança, especialmente aquelas que estipulam que a autoridade máxima reside nos juristas religiosos experientes [marja'], deveriam perdurar até que o Mahdi, o Senhor da Era, reaparecesse na Terra".
Eles foram alterados, no entanto, porque a Assembleia de Peritos que escolheria o próximo líder sabia "bem que os juristas seniores desconfiavam de sua versão do Islã", ou seja, da interpretação do Islã de Khomeini e seus apoiadores. Abrahamian argumenta que isso "involuntariamente minou os fundamentos intelectuais" do papel do jurista como guardião. Outro estudioso (Olivier Roy) chamou a mudança de "um fim à lógica da revolução islâmica" pelo mesmo motivo.

### Artigo 110 (Deveres e poderes do Líder Supremo)
A constituição concede muitos poderes ao Líder Supremo do Irã, incluindo:
1. Delineamento das políticas gerais da República Islâmica do Irã após consulta ao Conselho de Exigência da Nação.
2. Supervisão sobre a execução adequada das políticas gerais do sistema.
3. Emissão de decretos para referendos nacionais.
4. Assunção do comando supremo das forças armadas.
5. Declaração de guerra e paz, e mobilização das forças armadas.
6. Nomeação, demissão e aceitação de renúncia de:

1. o fuqaha' no Conselho Guardião.
2. a autoridade judicial suprema do país.
3. o chefe da rede de rádio e televisão da República Islâmica do Irã.
4. o chefe do estado-maior conjunto.
5. o comandante-chefe do Corpo de Guardas da Revolução Islâmica.
6. os comandantes supremos das forças armadas.

1. Resolver as diferenças entre as três alas das forças armadas e regular suas relações.
2. Resolver os problemas que não podem ser resolvidos por métodos convencionais, por meio do Conselho de Exigência da Nação.
3. Assinar o decreto que formaliza a eleição do Presidente da República pelo povo. A adequação dos candidatos à Presidência da República, com relação às qualificações especificadas na Constituição, deve ser confirmada antes que as eleições ocorram pelo Conselho Guardião e, no caso do primeiro mandato [da Presidência], pela Liderança;
4. Demissão do Presidente da República, com o devido respeito aos interesses do país, após a Suprema Corte considerá-lo culpado pela violação de seus deveres constitucionais, ou após uma votação da Assembleia Consultiva Islâmica testemunhando sua incompetência com base no Artigo 89 da Constituição.
5. Perdoar ou reduzir as sentenças de condenados, dentro da estrutura dos critérios islâmicos, por recomendação [para esse efeito] do Chefe do poder judicial. O Líder pode delegar parte de seus deveres e poderes a outra pessoa.

Grupos de direitos humanos argumentaram que os poderes do Líder Supremo se estendem além daqueles especificamente enumerados na Constituição porque ele pode usar "questões islâmicas para justificação". 

### Artigo 111 (Remoção e substituição)
Em algumas circunstâncias, como incapacidade, um líder pode ser removido ou substituído pelo Conselho de Peritos.

### Artigo 112 (Expediência)
Se um projeto de lei proposto de Majles for "contra os princípios da Shariah ou da Constituição", então o Conselho Guardião deve se reunir com o Conselho de Expediência para resolver o impasse legislativo.

## Capítulo IX [Artigo 113 a 151]: Poder executivo
O presidente é o segundo maior ocupante do cargo (Artigo 114),
eleito para um mandato de quatro anos (Artigo 114).
Ele deve ser de origem e nacionalidade iraniana e um xiita duodecimano, ter capacidade administrativa e desenvoltura, virtudes de confiabilidade e piedade, permanecer leal aos princípios da República Islâmica (Artigo 115)
e declarar sua candidatura oficialmente (Artigo 116).
As eleições terão um segundo turno se não houver maioria no primeiro turno (Artigo 117),
serão supervisionadas pelo Conselho Guardião (Artigo 118)
e devem ocorrer no máximo um mês antes do fim do mandato do presidente cessante. (Artigo 119),

### Artigo 146 (Bases militares proibidas)
Bases militares estrangeiras no Irã, mesmo para fins pacíficos, são proibidas.

## Capítulo X [Artigo 152 a 155]: Política externa

### Artigo 152
A política externa da República Islâmica do Irã é baseada na rejeição de todas as formas de dominação, tanto o exercício dela quanto a submissão a ela, a preservação da independência do país em todos os aspectos e sua integridade territorial, a defesa dos direitos de todos os muçulmanos, o não alinhamento com relação às superpotências hegemônicas e a manutenção de relações mutuamente pacíficas com todos os Estados não beligerantes.

### Artigo 153
Qualquer forma de acordo que resulte em controle estrangeiro sobre os recursos naturais, economia, exército ou cultura do país, bem como outros aspectos da vida nacional, é proibida.

### Artigo 154
O ideal da República Islâmica do Irã é independência, justiça, verdade e felicidade entre todos os povos do mundo. Consequentemente, apoia as lutas justas dos Mustad'afun (oprimidos) contra os Mustakbirun (opressores) em todos os cantos do globo.

### Artigo 155
O governo da República Islâmica do Irã pode conceder asilo político àqueles que o procuram e são dignos dele.

## Capítulo XI [Artigo 156 a 174]: Judiciário

### Artigo 156
Deveres do Judiciário:
1. investigar e resolver queixas, violações de direitos e queixas;
2. promover a justiça e a liberdade;
3. supervisionar a aplicação da lei;
4. investigar, processar e punir crimes;
5. prevenir crimes e reformar criminosos

### Artigo 157
O Líder nomeará o chefe do judiciário

### Artigo 158
O chefe do judiciário será responsável por estabelecer a estrutura para a administração da justiça; elaborar projetos de lei sobre o judiciário; nomear, demitir, transferir juízes (Artigo 158),

### Artigo 159
Queixas e queixas serão encaminhadas aos tribunais

### Artigo 161
O Supremo Tribunal irá "supervisionar a implementação correta das leis pelos tribunais", garantir "uniformidade do procedimento judicial";

### Artigo 162
O chefe do Supremo Tribunal e o Procurador-Geral devem ser ambos mujtahids justos (jurisprudentes islâmicos). Eles serão nomeados pelo chefe do ramo judiciário por um período de cinco anos, em consulta com os juízes do Supremo Tribunal;

### Artigo 164
Os juízes não podem ser destituídos do cargo, exceto por julgamento e condenação, ou por serem demitidos em consequência de uma violação;

### Artigo 165
Os julgamentos devem ser abertos ao público; a menos que sejam prejudiciais à moralidade ou disciplina pública, ou em caso de disputas privadas;

### Artigo 167
Os veredictos dos tribunais devem ser bem fundamentados e documentados (Artigo 166),
Os juízes devem fazer uso de "fontes islâmicas e...veredictos" em questões em que os livros de direito iranianos são omissos;

### Artigo 168
"Os delitos políticos e de imprensa serão julgados abertamente... de acordo com os critérios islâmicos";

### Artigo 169
"Nenhum ato ou omissão pode ser considerado um crime com efeito retroativo com base em uma lei formulada posteriormente";

### Artigo 170
Os juízes não podem executar estatutos e regulamentos que entrem em conflito com as leis ou normas do islamismo;

### Artigo 171
Quando houver uma perda moral ou material como resultado de uma decisão incorreta de um juiz, o juiz faltoso deve prestar fiança para a reparação dessa perda de acordo com os critérios islâmicos;

### Artigo 172
Tribunais militares serão estabelecidos para investigar crimes cometidos em conexão com deveres militares ou de segurança por membros do exército ou da segurança;

### Artigo 174
A Inspetoria Geral Nacional irá "supervisionar a condução adequada dos negócios e a implementação correta das leis pelos órgãos administrativos do governo".

## Capítulo XII [Artigo 175]: Rádio e televisão
Este artigo garante a liberdade de expressão e disseminação de pensamentos na "Rádio e Televisão da República Islâmica do Irã" ao manter os critérios islâmicos e os melhores interesses do país. Ele dá ao Líder o poder de nomear e demitir o chefe da "Rádio e Televisão da República Islâmica do Irã" e estabelece um conselho com dois representantes (seis no total) de cada ramo do governo para supervisionar esta organização.

## Capítulo XIII [Artigo 176]: Conselho Supremo de Segurança Nacional
O Capítulo 8, que tem apenas um artigo, estabelece o Conselho Supremo de Segurança Nacional. "O Conselho será composto por: chefes de três ramos do governo, chefe do Conselho de Comando Supremo das Forças Armadas, o oficial encarregado dos assuntos de planejamento e orçamento, dois representantes nomeados pelo Líder, ministros de relações exteriores, interior e informação, um ministro relacionado ao assunto e os oficiais de mais alto escalão das Forças Armadas e do Corpo de Guardas da Revolução Islâmica."

## Capítulo XIV [Artigo 177]: Revisões
Para revisar a constituição, o Líder deve "emitir um decreto ao Presidente após consulta com o Conselho de Exigência da Nação estipulando as emendas ou adições a serem feitas pelo Conselho de Revisão da Constituição que consiste em:
1. Membros do Conselho Guardião.
2. Chefes dos três poderes do governo.
3. Membros permanentes do Conselho de Exigência da Nação.
4. Cinco membros dentre a Assembleia de Peritos.
5. Dez representantes selecionados pelo Líder.
6. Três representantes do Conselho de Ministros.
7. Três representantes do poder judiciário.
8. Dez representantes dentre os membros da Assembleia Consultiva Islâmica.
9. Três representantes dentre os professores universitários.

O que quer que este Conselho e o Líder concordem será submetido a um referendo nacional e emendará a constituição se receber uma maioria absoluta de votos. (Ao contrário dos referendos sob o Artigo 59, onde o referendo deve ser aprovado por uma supermaioria da Assembleia Consultiva Islâmica antes de ir para um voto.)
Partes da constituição que não podem ser alteradas: "Artigos da Constituição relacionados ao caráter islâmico do sistema político; a base de todas as regras e regulamentos de acordo com os critérios islâmicos; a base religiosa; os objetivos da República Islâmica do Irã; o caráter democrático do governo; o wilayat al-'amr; o Imamato da Ummah; e a administração dos assuntos do país com base em referendos nacionais, religião oficial do Irã [Islã] e a escola [Twelver Ja'fari]".

### Comentário
Este artigo em si foi uma revisão da Constituição, então a constituição foi emendada em 1989 sem que este capítulo permitisse emendas como parte da constituição.